# Utah Olympic Park Jumps
Die Utah Olympic Park Jumps sind ein Schanzenkomplex in Park City im US-Bundesstaat Utah. Der Utah Olympic Park ist ein ca. 1,6 km² großes Sport- und Freizeitareal, in dem es außer den Schanzen unter anderem noch einen Eiskanal, Freestyle-Aerials Schanzen und ein Olympia-Museum gibt.

## Geschichte
1989 wurde die Errichtung des Utah Olympic Parks beschlossen, 1991 war Baubeginn. 1993 wurden schließlich die HS 100 Schanze und die Trainingsschanzen eröffnet.
Für die XIX. Olympischen Winterspiele im etwa 25 km entfernten Salt Lake City wurde die Normalschanze renoviert und die Großschanze gebaut, die Infrastruktur wurde großzügig erweitert. Die Gesamtkosten betrugen alleine für die Schanzen rund 21 Millionen US-Dollar. Im Herbst 2000 waren die Bauarbeiten abgeschlossen, im Januar 2001 wurde die Großschanze bei einem Weltcup-Springen auf ihre Olympiatauglichkeit getestet.
Mit einer Höhe von 2237 m sind dies die höchstgelegenen Wettkampfschanzen der Welt. Nachdem über viele Jahre keine Spezialspringen mehr im Olympic Park stattfanden – wohl aber von Zeit zu Zeit Continental-Cup-Wettbewerbe in der Nordischen Kombination – wurde die Normalschanze im Februar 2017 zum Austragungsort der Sprungwettbewerbe der Nordischen Junioren-Skiweltmeisterschaften. 2022 wurden erstmals nach 14 Jahren wieder zwei Springen des Continental Cups der Frauen auf der Normalschanze ausgetragen.
Seit 1995 wurden 14 mal die US-Meisterschaften der Männer und seit 2012 achtmal die der Frauen auf dem Schanzenkomplex ausgetragen.

## Internationale Wettbewerbe
Genannt werden alle von der FIS organisierten Sprungwettbewerbe.
| Datum              | Kategorie       | Schanze | 1. Platz                                                               | 2. Platz                                                                    | 3. Platz                                                                      |
| ------------------ | --------------- | ------- | ---------------------------------------------------------------------- | --------------------------------------------------------------------------- | ----------------------------------------------------------------------------- |
| 19. Januar 2001    | Weltcup         | K134    | JapanKazuyoshi Funaki Kazuya Yoshioka Masahiko Harada Noriaki Kasai    | FinnlandJani Soininen Jussi Hautamäki Risto Jussilainen Janne Ahonen        | ÖsterreichWolfgang Loitzl Andreas Widhölzl Martin Höllwarth Stefan Horngacher |
| 20. Januar 2001    | Weltcup         | K134    | Adam Małysz                                                            | Wolfgang Loitzl                                                             | Kazuya Yoshioka                                                               |
| 1. September 2001  | Continental Cup | K120    | Alan Alborn                                                            | Martin Koch                                                                 | Robert Kranjec                                                                |
| 1. September 2001  | Continental Cup | K120    | Kimmo Yliriesto                                                        | Robert Kranjec                                                              | Janne Ylijärvi                                                                |
| 10. Februar 2002   | Olympia         | K90     | Simon Ammann                                                           | Sven Hannawald                                                              | Adam Małysz                                                                   |
| 13. Februar 2002   | Olympia         | K120    | Simon Ammann                                                           | Adam Małysz                                                                 | Matti Hautamäki                                                               |
| 18. Februar 2002   | Olympia         | K134    | DeutschlandSven Hannawald Stephan Hocke Michael Uhrmann Martin Schmitt | FinnlandMatti Hautamäki Veli-Matti Lindström Risto Jussilainen Janne Ahonen | SlowenienDamjan Fras Primož Peterka Robert Kranjec Peter Žonta                |
| 28. September 2002 | Continental Cup | K120    | Clint Jones                                                            | Simon Ammann                                                                | Rok Benkovič                                                                  |
| 29. September 2002 | Continental Cup | K120    | Clint Jones                                                            | Johnny Spillane                                                             | Simon Ammann                                                                  |
| 26. Juli 2003      | Continental Cup | K120    | Teppei Takano                                                          | Clint Jones                                                                 | Bine Norčič                                                                   |
| 27. Juli 2003      | Continental Cup | K120    | Marcin Bachleda                                                        | Bine Norcic Bine Norčič                                                     |                                                                               |
| 28. Februar 2004   | Weltcup         | K120    | Noriaki Kasai                                                          | Simon Ammann                                                                | Tommy Ingebrigtsen                                                            |
| 29. Februar 2004   | Weltcup         | K120    | Wettkampf abgesagt                                                     | Wettkampf abgesagt                                                          | Wettkampf abgesagt                                                            |
| 23. Juli 2004      | FIS-Rennen      | HS100   | Clint Jones                                                            | Todd Lodwick                                                                | Johnny Spillane                                                               |
| 23. Juli 2004      | Continental Cup | HS100   | Daniela Iraschko                                                       | Anette Sagen                                                                | Monika Pogladič                                                               |
| 24. Juli 2004      | Continental Cup | HS100   | Daniela Iraschko                                                       | Anette Sagen                                                                | Jessica Jerome                                                                |
| 25. Juli 2004      | FIS-Rennen      | HS100   | Todd Lodwick                                                           | Alan Alborn                                                                 | Clint Jones                                                                   |
| 1. Oktober 2005    | Continental Cup | HS100   | Lindsey Van                                                            | Abby Hughes                                                                 | Anette Sagen                                                                  |
| 1. Oktober 2005    | Continental Cup | HS100   | Wojciech Skupień                                                       | Stefan Hula                                                                 | Clint Jones                                                                   |
| 2. Oktober 2005    | Continental Cup | HS100   | Atsuko Tanaka                                                          | Jessica Jerome                                                              | Lindsey Van                                                                   |
| 2. Oktober 2005    | Continental Cup | HS100   | Marcin Bachleda                                                        | Clint Jones                                                                 | Anders Bardal                                                                 |
| 21. Juli 2006      | Continental Cup | HS100   | Juliane Seyfarth                                                       | Daniela Iraschko                                                            | Line Jahr                                                                     |
| 22. Juli 2006      | Continental Cup | HS100   | Juliane Seyfarth                                                       | Anette Sagen                                                                | Daniela Iraschko                                                              |
| 2. September 2007  | Continental Cup | HS100   | Daniela Iraschko                                                       | Anette Sagen                                                                | Jacqueline Seifriedsberger                                                    |
| 3. September 2007  | Continental Cup | HS100   | Daniela Iraschko                                                       | Anette Sagen                                                                | Nata De Leeuw                                                                 |
| 12. Dezember 2008  | Continental Cup | HS100   | Anna Häfele                                                            | Lindsey Van                                                                 | Jacqueline Seifriedsberger                                                    |
| 12. Dezember 2008  | Continental Cup | HS100   | Anna Häfele                                                            | Nata De Leeuw                                                               | Ulrike Gräßler                                                                |
| 1. Februar 2017    | Junioren-WM     | HS100   | Manuela Malsiner                                                       | Ema Klinec                                                                  | Nika Križnar                                                                  |
| 1. Februar 2017    | Junioren-WM     | HS100   | Viktor Polášek                                                         | Alex Insam                                                                  | Constantin Schmid                                                             |
| 3. Februar 2017    | Junioren-WM     | HS100   | DeutschlandAgnes Reisch Luisa Görlich Pauline Heßler Gianina Ernst     | SlowenienJerneja Brecl Katra Komar Nika Križnar Ema Klinec                  | ÖsterreichClaudia Purker Sophie Mair Elisabeth Raudaschl Julia Huber          |
| 3. Februar 2017    | Junioren-WM     | HS100   | SlowenienŽiga Jelar Tilen Bartol Aljaž Osterc Bor Pavlovčič            | DeutschlandMartin Hamann Tim Fuchs Felix Hoffmann Constantin Schmid         | ÖsterreichMarkus Rupitsch Mika Schwann Clemens Leitner Janni Reisenauer       |
| 5. Februar 2017    | Junioren-WM     | HS100   | SlowenienNika Križnar Tilen Bartol Ema Klinec Žiga Jelar               | DeutschlandAgnes Reisch Martin Hamann Gianina Ernst Constantin Schmid       | JapanMinami Watanabe Masamitsu Itō Fumika Segawa Yūken Iwasa                  |
| 19. Dezember 2018  | FIS Cup         | HS100   | Luca Egloff                                                            | Hiroaki Watanabe                                                            | Casey Larson                                                                  |
| 19. Dezember 2018  | FIS Cup         | HS100   | Natalie Eilers                                                         | Abigail Strate                                                              | Natasha Bodnarchuk                                                            |
| 20. Dezember 2018  | FIS Cup         | HS100   | Luca Egloff                                                            | Hiroaki Watanabe                                                            | Casey Larson                                                                  |
| 20. Dezember 2018  | FIS Cup         | HS100   | Taylor Henrich                                                         | Natalie Eilers                                                              | Natasha Bodnarchuk                                                            |
| 12. März 2022      | Continental Cup | HS100   | Logan Sankey                                                           | Nina Lussi                                                                  | Paige Jones                                                                   |
| 13. März 2022      | Continental Cup | HS100   | Carina Vogt                                                            | Natalie Eilers                                                              | Josephin Laue                                                                 |

## Großschanze
Die Schanze wird hauptsächlich für Continental-Cup Springen genutzt, aber auch Weltcup-Veranstaltungen wurden schon durchgeführt.
Olympiasieger wurde am 13. Februar 2002 der Schweizer Simon Ammann, im Teambewerb auf der Großschanze ging die Goldmedaille an Deutschland.

### Technische Daten
| Park City – Großschanze         | Park City – Großschanze |
| Anlauf                          | Anlauf                  |
| ------------------------------- | ----------------------- |
| Anlauflänge                     | 104,7 m                 |
| Anlaufgeschwindigkeit           | ca. 93 km/h             |
| Schanzentisch                   |                         |
| Tischhöhe                       | 3,0 m                   |
| Neigung des Schanzentisches (α) | 10,5°                   |
| Aufsprung                       |                         |
| Hillsize                        | HS 134                  |
| Konstruktionspunkt              | 120 m                   |
| K-Punkt Neigungswinkel (β)      | 35,0°                   |

### Schanzenrekord
- 134,0 m –  Wolfgang Loitzl, 20. Januar 2001 (WCS)

### Weitester Sprung
- 137,5 m –  Marcin Bachleda, 2. Oktober 2005 (COC-H)

## Normalschanze
International wird die Schanze hauptsächlich für den Continental-Cup der Frauen genutzt.
Den Olympiasieg sicherte sich am 10. Februar 2002 Simon Ammann aus der Schweiz.

### Technische Daten
| Park City Normalschanze         | Park City Normalschanze |
| Anlauf                          | Anlauf                  |
| ------------------------------- | ----------------------- |
| Anlauflänge                     | 83,0 m                  |
| Anlaufgeschwindigkeit           | ca. 85 km/h             |
| Schanzentisch                   |                         |
| Tischhöhe                       | 2,3 m                   |
| Neigung des Schanzentisches (α) | 10,0°                   |
| Aufsprung                       |                         |
| Hillsize                        | HS 100                  |
| Konstruktionspunkt              | 90 m                    |
| K-Punkt Neigungswinkel (β)      | 35,0°                   |

### Schanzenrekord
- 99,0 m –  Sven Hannawald, 10. Februar 2002 (OLY)

### Weitester Sprung
- 102,0 m –  Todd Lodwick, 25. Juli 2004

## Weitere Schanzen
Im Utah Olympic Park gibt es zusätzlich zu den beiden Wettkampfschanzen noch folgende Schanzen: K65, K40, K20, K10; Alle 6 Schanzen sind mit Matten belegt.